# Alan Murialdo
Alan Murialdo (Del Campillo, Argentina; 24 de septiembre de 1992) es un futbolista argentino. Juega como delantero y su equipo actual es el Club Olimpo de Bahia Blanca de Argentina.

## Trayectoria
Inició su carrera en equipos del interior de la Argentina como Cultural Del Campillo, Deportivo Moto Kart Jovita, Independiente de Ranqueles y General Belgrano para ser traspasado en 2016 al Club Deportivo Dragón de la Primera División de El Salvador donde debutaría en el profesionalismo. Con el equipo dragón jugó 24 partidos y anotó 9 goles en total. Más tarde ese mismo año llegó al Club Deportivo Luis Ángel Firpo, disputó 10 partidos y anotó un gol. 
En 2017 continuó en El Salvador esta vez en el Club Deportivo FAS marcando en ocho ocasiones y disputando 38 juegos. Su paso por el país centroamericano marcó su primera experiencia internacional que vino de la mano con un título nacional, fue campeón del Torneo Clausura 2016 con el Club Dragón.
En el 2018 firma con el recién ascendido Sport Rosario, equipo de la ciudad peruana de Huaraz y que disputó el Campeonato Descentralizado 2018 correspondiente a la Primera División del Perú, en total jugó 35 partidos y encajó 10 goles. Aquella temporada descendió de categoría.
En 2019 se mudó al Venados Yucatán de la Liga de Ascenso de México, en el ascenso mexicano disputó 26 partidos y anotó tres goles.
Para 2020 ficha por el Club de Deportes Cobresal de la Primera División de Chile y en la temporada 2021 firmó con Orense Sporting Club de Machala en Ecuador, siendo esta su tercera experiencia internacional en Sudamérica, con el equipo orense disputará la LigaPro Serie A y Copa Ecuador. Actualmente es jugador de Racing de Córdoba.
A inicios del 2024 fue oficializado como nuevo refuerzo de Chankas CYC. Hizo historia al anotar el primer gol en Primera División de los Chankas CYC. En la temporada solo logró anotar 2 goles, por lo cual su contrato no fue renovado a fin de temporada.

## Clubes
| Club                | País                | Año                 | PJ  | G  | Med. gol. |
| ------------------- | ------------------- | ------------------- | --- | -- | --------- |
| Dragón              | El Salvador         | 2015-2016           | 24  | 9  | 0,37      |
| Luis Ángel Firpo    | El Salvador         | 2016                | 10  | 1  | 0,10      |
| FAS                 | El Salvador         | 2017                | 43  | 8  | 0,19      |
| Sport Rosario       | Perú                | 2018                | 35  | 10 | 0.28      |
| Venados Yucatán     | México              | 2019                | 26  | 3  | 0,12      |
| Cobresal            | Chile               | 2020                | 8   | 2  | 0,25      |
| Orense              | Ecuador             | 2021                | 24  | 5  | 0,21      |
| Racing de Córdoba   | Argentina           | 2022-2023           | 33  | 10 | 0,30      |
| Chankas CYC         | Perú                | 2024-               | 21  | 2  | 0,08      |
| Total en su carrera | Total en su carrera | Total en su carrera | 216 | 48 | 0,23      |

## Palmarés

### Campeonatos nacionales
| Título           | Club   | País        | Año    |
| ---------------- | ------ | ----------- | ------ |
| Primera División | Dragón | El Salvador | 2016-C |